# لانگن (بای برمرهافن)
شهر لانگن (به آلمانی: Langen) در ایالت نیدرزاکسن در کشور آلمان واقع شده‌است.